# Brachypogon surae
Brachypogon surae är en tvåvingeart som beskrevs av Ryszard Szadziewski 1984. Brachypogon surae ingår i släktet Brachypogon och familjen svidknott.
Artens utbredningsområde är Algeriet. Inga underarter finns listade i Catalogue of Life.